# Alexandra Milchan
Pour les articles homonymes, voir Milchan .
Alexandra Milchan, née le 1er janvier 1972 à Tel Aviv (Israël), est une femme d'affaires et productrice de cinéma israélienne basée à Los Angeles et Tel Aviv.
Elle dirige EMJAG Productions,. En 2007, Variety l'a nommée dans sa liste des « dix meilleurs producteurs à surveiller ».

## Biographie
Fille d'Arnon Milchan, le fondateur de Regency Enterprises et de Brigitte Genmaire, une mannequin française ; Alexandra Milchan nait à Tel Aviv, en Israël mais grandit à Paris. Elle fréquente l'Emerson College et obtient un baccalauréat ès arts en 1994. Milchan déménage ensuite à Los Angeles pour travailler dans l'industrie du divertissement.
Milchan commence sa carrière cinématographique en 1993 en tant qu'assistante dans la société de son père New Regency, avant de se frayer un chemin jusqu'à des postes de direction. En 2000, son père l'a nomme vice-présidente de la production chez New Regency Productions,. Elle quitte l'entreprise au milieu des années 2000, mais revient en tant que vice-présidente exécutive de la production en 2011. Au cours de son premier passage de 13 ans chez New Regency, Alexandra Milchan est impliquée dans des films tels que Heat, Le Droit de tuer ? (A Time to Kill) et L.A. Confidential.
En 2013, Milchan reçoit son premier crédit de producteur exécutif pour Le Loup de Wall Street, mais seulement après avoir déposé une plainte contre la principale société de financement du film concernant les crédits et les frais de production,.
Alexandra Milchan dirige la société de production conjointe EMJAG Productions avec son mari Scott Lambert, producteur et agent artistique,. Le couple a trois enfants.

## Filmographie

### Producteur exécutif
| Année | Titre                          | Directeur                                   | Remarques              |
| ----- | ------------------------------ | ------------------------------------------- | ---------------------- |
| 2013  | Le Loup de Wall Street         | Martin Scorsese                             |                        |
| 2020  | Seduced: Inside the NXIVM Cult | Cecilia Peck                                | mini-séries télévisées |
| 2022  | Black Bird                     | Michaël R. Roskam, Jim McKay, Joe Chappelle | mini-séries télévisées |
| 2022  | Tár                            | Todd Field                                  |                        |

### Producteur
| Année | Titre                        | Directeur        | Remarques                                               |
| ----- | ---------------------------- | ---------------- | ------------------------------------------------------- |
| 1998  | Goodbye Lover                | Roland Joffé     |                                                         |
| 2007  | Chapitre 27                  | Jarrett Schaefer |                                                         |
| 2008  | The Last Word                | Geoffrey Haley   |                                                         |
| 2008  | Au bout de la nuit           | David Ayer       |                                                         |
| 2008  | Mirrors                      | Alexandre Aja    |                                                         |
| 2008  | La Loi et l'Ordre            | Jon Avnet        |                                                         |
| 2009  | The Esseker File             | Alexandre Aja    | Vidéo                                                   |
| 2009  | Circle of Eight              | Stephen Cragg    |                                                         |
| 2010  | Mirrors 2                    | Victor García    | productrice exécutive (comme Alexandra Milchan-Lambert) |
| 2012  | Du plomb dans la tête        | Walter Hill      |                                                         |
| 2013  | Paranoia                     | Robert Luketic   |                                                         |
| 2015  | Naomi and Ely's No Kiss List | Kristin Hanggi   |                                                         |
| 2019  | The Silence                  | John R. Leonetti |                                                         |
| 2019  | Opération Brothers           | Gideon Raff      |                                                         |
| 2019  | Mary                         | Michel Goi       |                                                         |
| 2020  | The 24th                     | Kevin Willmott   |                                                         |
| 2021  | L'Intrusion                  | John R. Leonetti |                                                         |
| 2022  | Tár                          | Todd Field       |                                                         |

## Récompenses et distinctions
- (en) Alexandra Milchan : Awards, sur l'Internet Movie Database